# Matteo Benussi
Matteo Benussi (Rovigno, 23 ottobre 1906 – Belgrado, 16 giugno 1951), noto anche col soprannome di Cìo è stato un partigiano italiano inquadrato nell'Esercito Popolare di Liberazione della Jugoslavia, insignito del titolo di Eroe popolare.

## Vita
Nato il 23 ottobre 1906 nella località istriana di Rovigno, all'epoca parte dell'Impero austro-ungarico, già quattordicenne partecipò a manifestazioni organizzate dal Partito Socialista Italiano contro il fascismo. Giovanissimo operaio a Monfalcone, nel 1924 tornò a lavorare a Rovigno. Fra le azioni dimostrative contro il regime, rimase celebre l'esposizione della bandiera rossa sul campanile della chiesa di Sant'Eufemia - la principale di Rovigno - e sulla ciminiera della fabbrica Ampelea, il 1º maggio 1936.
Condannato al carcere e al confino, vi rimase fino all'Armistizio di Cassibile, quando assieme ad altri antifascisti venne caricato s'un treno per essere deportato in Germania. Fuggito durante il trasporto, riuscì a tornare con mezzi di fortuna a Rovigno, dove si unì ai partigiani jugoslavi. Qui organizzò un gruppo di guastatori di cui fecero parte Luciano Simetti, Antonio Abbà, Stanko Pauletić, Giuseppe Turcinovich, Giorgio Bognar e Milan Iskra, le cui imprese divennero famose. Questi colpirono con attacchi dinamitardi svariati tratti di vie ferrate, treni, ponti e tralicci. Clamorosa rimase un'azione organizzata dal Comitato distrettuale del partito comunista croato che comprendeva Pino Budicin, Augusto Ferri, Antun Pavlinić e Giusto Massarotto, portata a termine a Rovigno da Benussi-Cìo assieme a Mario Hrelja e Luciano Simetti. Alle 19:30 del 5 gennaio 1944, riuscirono a fare irruzione nella Casa del Fascio durante un'importante riunione indetta per costituire il nuovo corpo della "Guardia civica", per il cui successo era stata promossa una campagna propagandistica in tutta l’Istria, finalizzata al reclutamento del maggior numero possibile di volontari. Dopo aver attaccato con i mitra in pugno la quindicina di fascisti presenti, i tre piazzarono una mina nell'edificio, che venne completamente sventrato. L'attacco diede nuova linfa e coraggio alle organizzazioni antifasciste rovignesi, che reclutarono diversi nuovi attivisti. Ad aprile dello stesso anno Benussi-Cìo fra l'altro partecipò ad un'azione simile, che colpì la Casa del Fascio di Valle.
Alla fine della guerra, Matteo Benussi-Cìo tornò nella sua Rovigno rifiutando ogni carica pubblica che gli era stata offerta. Secondo quanto riportato dalla stampa jugoslava, morì in un ospedale di Belgrado il 16 giugno 1951, a seguito di una malattia che l'aveva colpito come conseguenza degli sforzi sostenuti durante la guerra.
Solo molti anni dopo si seppe che in realtà - nonostante avesse già quarantacinque anni - era stato richiamato alle armi per prestare il servizio militare suppletivo nell'esercito jugoslavo. Qui venne inviato in un’unità di addestramento assieme ai giovani di leva, dove il suo carattere indocile e soprattutto la sua quasi nulla conoscenza della lingua serbo-croata furono la causa di una serie di situazioni problematiche, che vennero qualificate come segni di insubordinazione. Venne quindi inviato in una compagnia di disciplina, ove pare sia stato
ripetutamente picchiato. Portato in ospedale in gravi condizioni, morì poco dopo. Nel suo certificato di morte, si scrisse che la causa del decesso fu un attacco di meningite.
La morte di Benussi-Cìo creò tale scalpore e malcontento a Rovigno e in tutta l'Istria, che il suo compagno di lotta Mario Hrelja assieme ad altri dirigenti già partigiani allertò i massimi esponenti dell’organizzazione degli ex combattenti e dello stesso comitato centrale della Lega dei Comunisti di Jugoslavia, chiedendo di intervenire per ricordare la sua figura di strenuo antifascista e partigiano.
Il 27 novembre 1953, Matteo Benussi-Cìo venne quindi proclamato Eroe popolare, una delle massime onorificenze militari jugoslave. Fu il primo italiano combattente nell'EPLJ ad essere insignito di tale titolo, precedendo di vent'anni Pino Budicin.